# Fenêtre sur cour (téléfilm, 1998)
Pour les articles homonymes, voir Fenêtre sur cour (homonymie).
Pour plus de détails, voir Fiche technique et Distribution.
Fenêtre sur cour (Rear Window) est un téléfilm de Jeff Bleckner diffusé en 1998. C'est l'adaptation du "classique" d'Alfred Hitchcock sorti en 1954, Fenêtre sur cour, avec James Stewart et Grace Kelly. Le téléfilm a été diffusé pour la première fois sur la chaîne américaine ABC le 22 novembre 1998.
L'acteur Christopher Reeve était à l'époque du tournage vraiment dans un fauteuil roulant. Son rôle dans le téléfilm était son premier depuis son accident de cheval survenu en 1995.
Le téléfilm a été tourné à New York, plus précisément au Burke Rehabiliation Center de White Plains, où Christopher Reeve était soigné à ce moment-là.

## Synopsis
Jason Kemp est un ancien architecte, aujourd'hui tétraplégique. Cloué dans son fauteuil roulant, il passe son temps à espionner ses voisins depuis la fenêtre de son appartement. Lorsqu'un jour Julian Thorpe bat sa femme Ilene, Jason décide d'appeler immédiatement la police. Mais Thorpe est finalement libéré un jour plus tard. Cette nuit-là, Jason entend un cri perçant. Le lendemain, il s'aperçoit qu'eIle n'est plus à son domicile, et qu'elle a semble-t-il été remplacée par une autre femme. Certain de la culpabilité du mari, Jason tente de convaincre sa petite amie Claudia, son infirmier Antonio et son ami Charlie...

## Fiche technique
- Réalisation : Jeff Bleckner
- Scénario : Cornell Woolrich, Eric Overmyer et Larry Gross
- Musique : David Shire
- Directeur artistique : Randall Richards
- Décors : Stephen Hendrickson
- Costume : David C. Robinson
- Photo : Ken Kelsch
- Montage : Geoffrey Rowland
- Producteur : Sheldon Abend, Jeff Bleckner (consultant), Robert V. Gaulin, Jonathan Starch, Steven Haft (exécutif), Robert Halmi Jr. (exécutif), David V. Picker (exécutif), Christopher Reeve (exécutif), Lucille Smith (associée)
- Distribution : ABC
- Format : Couleur • 1.85:1 • 35mm
- Langue : anglais

## Distribution
- Christopher Reeve (VF : Patrick Osmond) : Jason Kemp
- Daryl Hannah (VF : Anne Kerylen) : Claudia Henderson
- Robert Forster(VF : Jean-Pierre Moulin) : Détective Charlie Moore
- Ruben Santiago-Hudson (VF : Lionel Tua) : Antonio Fredericks
- Anne Twomey (en) (VF : Monique Nevers) : Leila, l'ex-femme de Jason
- Ritchie Coster (VF : Bruno Dubernat) : Julian Thorpe
- Kevin O'Rourke (VF : Régis Reuilhac) : Roy Mason
- John Rothman (VF : Jean-Jacques Nervest) : Franklin Porter
- Allison Mackie : Ilene Thorpe / la sœur d'Ilene
- Ali Marsh : Alison Rothman
- Julie Baker : Femme pulpeuse
- Maggie Kiley : Professionnelle

## Récompense
- Screen Actors Guild du meilleur acteur dans une minisérie ou un téléfilm pour Christopher Reeve

## Nominations
- Golden Globe du meilleur acteur dans un second rôle dans une série, une minisérie ou un téléfilm pour Christopher Reeve
- Emmy Award de la meilleure musique dans une minisérie ou un téléfilm pour David Shire
- Prix Edgar-Allan-Poe du meilleur téléfilm